# In God We Trust

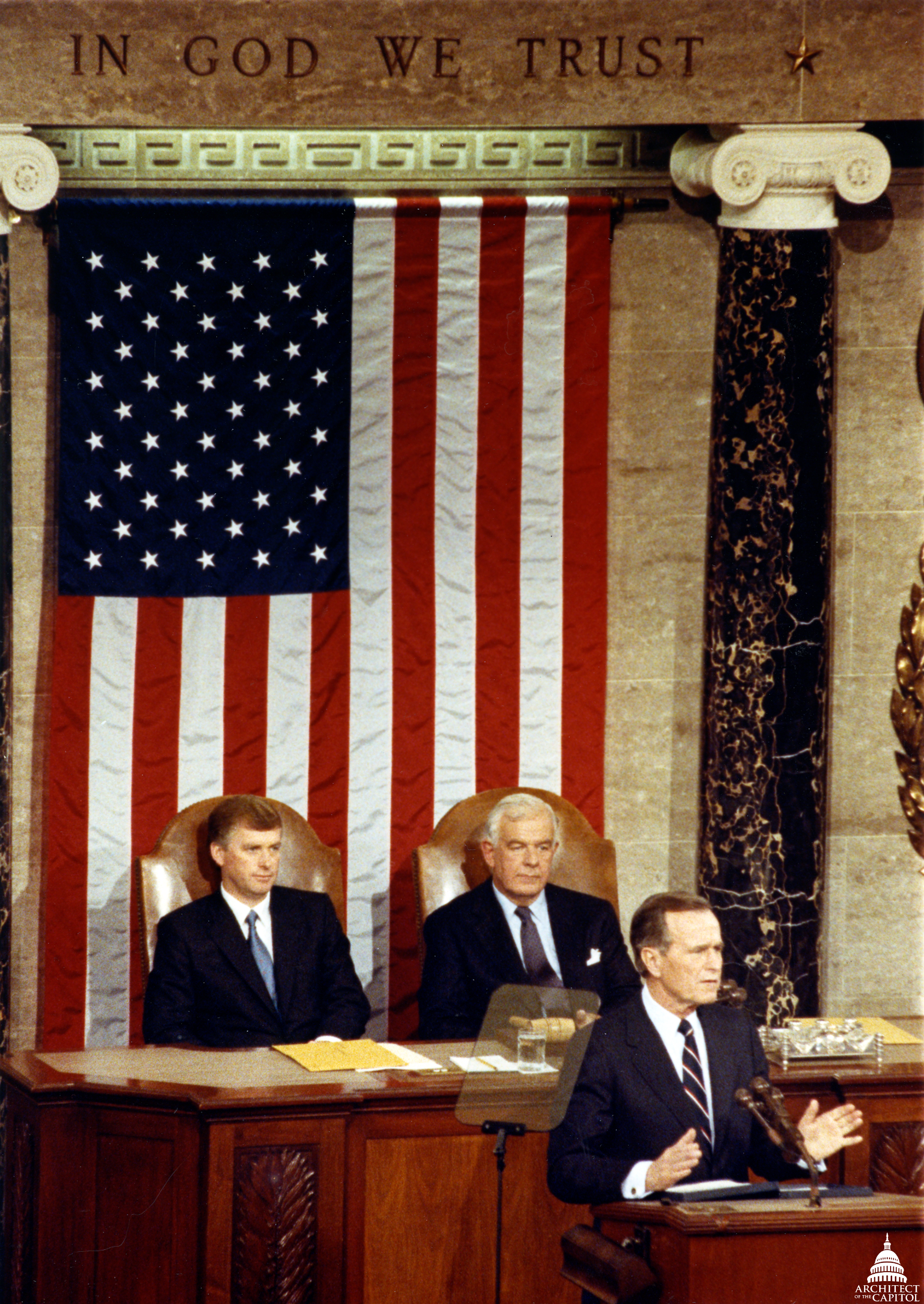
Nationalmottot finns avbildat i plenisalen i USA:s representanthus. President George H.W. Bush håller talet om tillståndet i nationen, 30 januari 1990.

"In God We Trust", (på svenska:I Gud vår förtröstan) är USA:s nationalmotto (U.S. National motto), samt är separat även delstaten Floridas motto. 

## Bakgrund
Det beslutades som nationellt motto av kongressen år 1956 och infördes därefter som inskription på alla amerikanska mynt och sedlar, dock förekom mottot på amerikanska mynt sedan 1864.
Mottot har kritiserats för att strida mot religionsfriheten uttryckt i USA:s konstitution, men enligt en surveyundersökning från 2003 på uppdrag av USA Today, CNN, och Gallup så har myntinskriptionen stöd av 90% av amerikanerna.
I Florida står mottot på dess flagga liksom på sigillet (som avbildas på flaggan).